# Jessica Gardner
Jessica Pearsall Gardner (n. em julho de 1971) é a bibliotecária da Universidade de Cambridge na Inglaterra desde abril de 2017. É a segunda mulher na história da universidade a ocupar o cargo. Também foi bibliotecária da Universidade de Bristol.